# 송정웅
송정웅(宋政雄, 1945년 9월 2일~)은 대한민국의 기업인이다.
대우전자 서비스 초대 대표이사 사장 직을 지낸 그는 대우전자 서비스 사장 시절이던 1998년 "서비스 마케팅 전략 이념 경영관"으로써 이름을 날렸다.
1999년 3월 2일 대우전자 서비스 대표이사 회장 직으로 승진하였으며 그로부터 일곱 달 지난 1999년 10월 14일 대우전자 서비스 대표이사 회장 직을 사퇴 후 3년 남짓을 그저 조용히 지내다가 2002년 3월 14일부터 2002년 5월 23일까진 대통령 비서실 예하 공보관 직책을 두 달간 잠시 지냈다.
그는 배우 송일국, 송송이의 아버지이다. 자부는 서울중앙지법판사 정승연이다.

## 학력
- 중앙대학교 신문방송학과 학사